# Naval Vessel Register

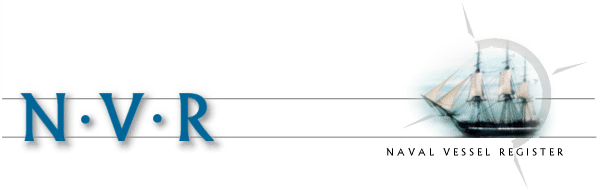
Logo du Naval Vessel Register.

Le Naval Vessel Register (NVR) est l'inventaire officiel de tous les navires et bâtiments sous le commandement de l'United States Navy, la marine de guerre des États-Unis d'Amérique. Il contient des informations sur ces navires, de leur commande à leur fin de vie, jusqu'à leur mise à disposition. Il inclut également les navires qui ont été retirés du registre des navires en service (on parle d'un navire « rayé » des registres) mais qui n'ont pas été vendus, transférés à un autre gouvernement ou cédés d'une autre manière à un autre organisme. Les navires datant d'avant 1987 ne sont en conséquence pas présents dans ce registre mais sont petit à petit inclus.
Les origines du Naval Vessel Register remontent aux années 1880, étant l'évolution de nombre de différents registres. En 1911, le Bureau of Construction and Repair publie le Ships Data US Naval Vessels qui devient le Ships Data Book en 1952, sous l'égide du Bureau of Ships. Le Vessel Register du Bureau of Ordnance, publié pour la première fois en 1942 et renommé Naval Vessel Register fut associé au Ships Data Book toujours sous l'égide du Bureau of Ships en 1959.
Depuis 1962, le NVR est géré et publié par le NAVSEA Shipbuilding Support Office (NAVSHIPSO) dépendant du Naval Sea Systems Command. Il est directement géré, selon les paragraphes 7304 et 7308, article 0406 du 14 septembre 1990 du code des États-Unis, par l'United States Navy Regulations.
Les navires sont listés dans ce registre lorsque leur immatriculation et numéro de coque sont attribués et que la construction est autorisée par le président des États-Unis ou lorsque le chef des opérations navales demande à ce qu'un navire soit réintégré, sous réserve de l'approbation du secrétaire à la Marine. Une fois listé, le navire le reste tout au long de sa vie avant que son retrait du service et sa mise à disposition ne soient enregistrés. De nombreux bâtiments rayés du Naval Vessel Register sont transférés à la Navy Inactive Fleet ou alors à l'United States Maritime Administration afin d'intégrer la National Defense Reserve Fleet, la réserve nationale de navires de l'US Navy. Certains continuent quant à eux d'être en activité, toutefois limitée, au sein de la Ready Reserve Fleet.
Le registre est mis à jour chaque semaine sous sa forme numérique, seule forme sous laquelle il est désormais disponible. Plus de 6 500 modifications sont réalisées annuellement. La liste comprend tous les navires en service, en cours de construction, convertis, prêtés/loués, à prêter/louer ainsi que ceux détachés auprès du Military Sealift Command. Le nom du navire, son assignation, sa classe, son âge, son port d'attache, son constructeur, les caractéristiques techniques et les dates clefs sont quelques-unes des informations données par le NVR.